# 比斯特里齊亞河

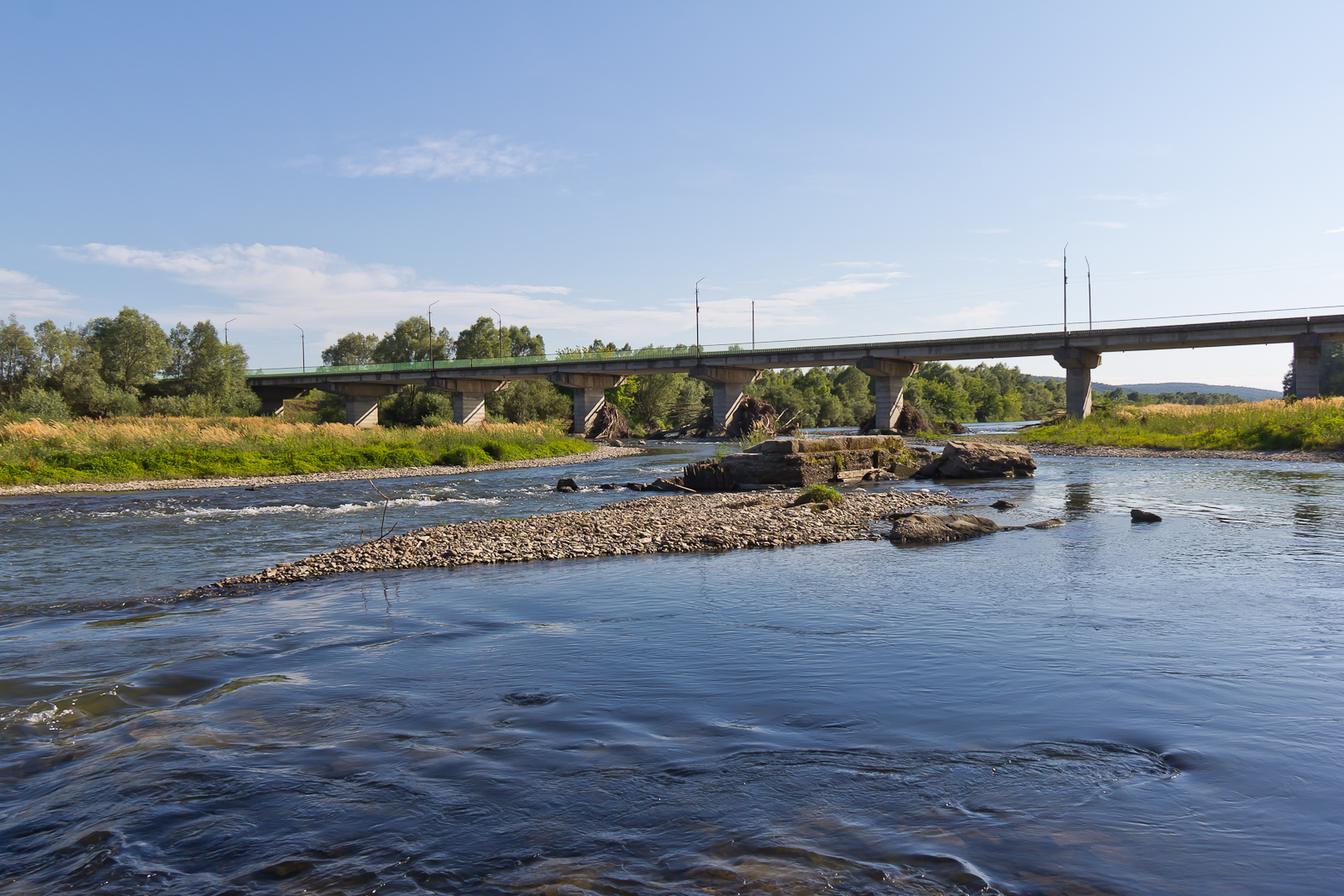

比斯特里齊亞河（烏克蘭語：Бистриця），是烏克蘭的河流，位於該國西部，屬於德涅斯特河的右支流，流經伊萬諾-弗蘭科夫斯克州，河道全長17公里，流域面積2,520平方公里。